# Кубок Ліхтенштейну з футболу 1993—1994
Кубок Ліхтенштейну з футболу 1993—1994 — 49-й розіграш кубкового футбольного турніру в Ліхтенштейні. Титул здобув Шан.

## Перший раунд
| Команда 1        | Рахунок | Команда 2   |
| ---------------- | ------- | ----------- |
| Шан Аццуррі      | 1–5     | Трізенберг  |
| Вадуц-2          | 2–1     | Трізен      |
| Трізенберг II    | 4–6     | Вадуц       |
| Трізен Еспаньйол | 1–2     | Шан         |
| Шан II           | 0–14    | Ешен-Маурен |
| Ешен-Маурен II   | 2–0     | Руггелль    |
| Руггелль II      | 0–7     | Бальцерс    |
| Трізен II        | 2–3     | Бальцерс II |

## 1/4 фіналу
| Команда 1      | Рахунок | Команда 2   |
| -------------- | ------- | ----------- |
| Бальцерс II    | 0–2     | Вадуц       |
| Вадуц-2        | 0–3     | Бальцерс    |
| Ешен-Маурен II | 2–4     | Шан         |
| Трізенберг     | 5–2     | Ешен-Маурен |

## 1/2 фіналу
| Команда 1  | Рахунок         | Команда 2 |
| ---------- | --------------- | --------- |
| Трізенберг | 0–2             | Бальцерс  |
| Вадуц      | 1–1 дч пен. 4–5 | Шан       |

## Фінал
| 12 травня 1994 |

| Шан                                   | 3–0 | Бальцерс |
| ------------------------------------- | --- | -------- |
| Николич 3' Пейшл 86' (пен.) Кіндл 89' |     |          |

| Шпортпарк Ешен-Маурен, Ешен |